# Vzorkování
Vzorkování obecně znamená odběr vzorků materiálu, například za účelem zjištění jeho kvality. Vzorkování signálu je proces jeho diskretizace v časové oblasti.

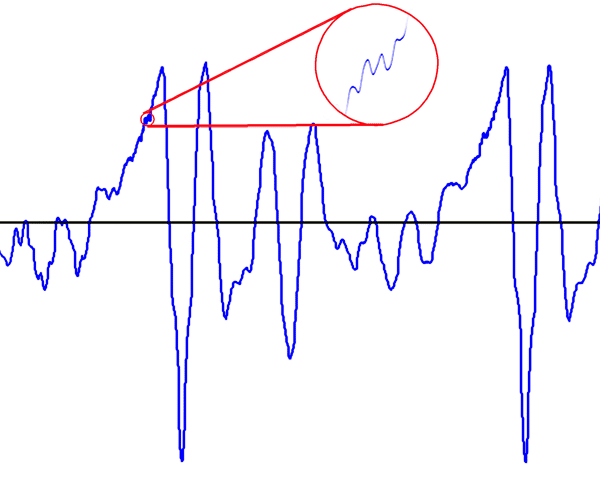
Ukázka spojitého signálu se zvětšeným detailem

Úsek spojitého signálu se sice dá donekonečna zvětšovat a pozorovat tak jeho nekonečně malé detaily, ale protože počítače mají pouze konečnou kapacitu paměti a nejsou ani nekonečně rychlé, musíme se u reálného vzorkování při A/D převodu omezit na nezbytně nutné množství vzorků, které budeme dále zpracovávat. Na obrázku je přibližně 15 ms zvukového signálu odpovídajícího malému úseku zvuku hlásky „Á“.

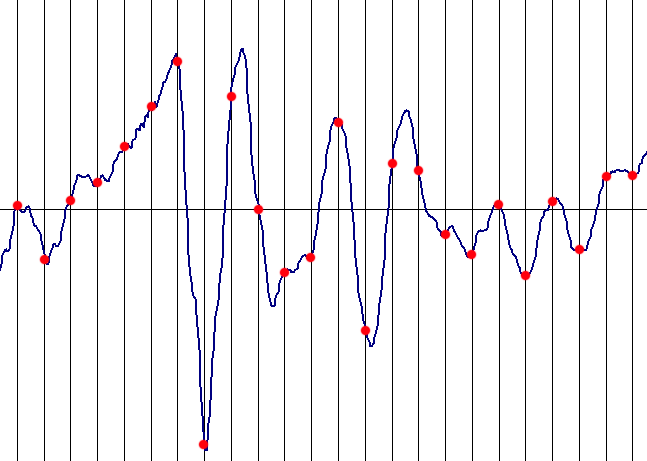
Vzorkování spojitého signálu (vzorky jsou znázorněny červenými body)

Vzorkování se provede tím způsobem, že rozdělíme vodorovnou osu signálu (v našem příkladu je na této ose čas) na rovnoměrné úseky a z každého úseku odebereme jeden vzorek (na obrázku jsou tyto vzorky znázorněny červenými body). Je přitom zřejmé, že tak z původního signálu ztratíme mnoho detailů, protože namísto spojité čáry, kterou lze donekonečna zvětšovat, dostáváme pouze množinu diskrétních bodů s intervalem odpovídajícím použité vzorkovací frekvenci. Pokud známe nejvyšší harmonickou frekvenci signálu, Nyquistův–Shannonův vzorkovací teorém dává návod, jak stanovit vzorkovací frekvenci tak, aby se dal signál rekonstruovat. 